# Chiesa di Nostra Signora d'Itria (Paulilatino)
La chiesa di Nostra Signora d'Itria, Sa Ittiri per i paulesi, è un edificio religioso situato a Paulilatino, centro abitato della Sardegna centro-orientale. Consacrata al culto cattolico, fa parte della parrocchia di San Teodoro,  arcidiocesi di Oristano.
La  chiesa che, come è attestato da documenti dell'epoca, esisteva già nel 1516, ha subito nel tempo diversi interventi con importanti modifiche e aggiunte.